# Colin Jones (fotograf)
Colin Jones (8. srpna 1936 – 22. září 2021) byl anglický baletní tanečník, fotograf a plodný fotožurnalista poválečné Británie. Jones dokumentoval různé aspekty sociální historie, jako jsou mizející průmysl severovýchodních revírů (Grafters), delikventní afro-karibská mládež v Londýně (Černý dům), hedonistický „ Swinging London “ s obrázky rockové skupiny The Who na začátku jejich kariéry, rasové nepokoje v Alabamě, sovětském Leningradu a zbytky venkovské Británie. Zemřel v září 2021 ve věku 85 let.

## Tanečník baletu
Jones se narodil v roce 1936. Zažil válečné dětství; jeho otec, tiskař z East Endu, odešel jako voják do barmské kampaně. Jonesova rodina byla evakuována do Essexu a Colins navštěvoval posloupnost třinácti škol, zatímco bojoval s dyslexií a před svým šestnáctým rokem nastoupil do baletu. V roce 1960 byl Jones povolán do vojenské služby a sloužil v královnině královském pluku. Čerstvě z armády se Colin připojil k Royal Opera House, později přešel do Touring Royal Ballet a vydal se na devítiměsíční světové turné. Jones se seznámil a čtyři roky byl ženatý s baletkou Lynn Seymour. Zatímco byl na turné a spolupracoval s Margot Fonteynovou, koupil si v roce 1958 svůj první fotoaparát, dálkoměr Leica 3C a začal fotografovat tanečníky a život v zákulisí během australské části turné. Jones obdivoval dostupné světlo zákulisí, při kterém fotografoval Michaela Peto, maďarského emigranta, který souhlasil, že bude jeho mentor. Vzpomíná:
„Byl tu jeden maďarský fotograf Mike Peto, který se motal kolem baletu, když jsem byl tanečník. Nefotil tak, jako ostatní. Místo toho se plazil za zády a chytil nás při lenošení. Tanečníci ožívají před oponou, ale on chtěl zachytit realitu: nekonečné nudné zkoušky v zaprášených kostelních sálech na severovýchodě, naprostá bída toho všeho. Opravdu mě inspiroval a já jsem byl posedlý prací dalších středoevropských fotografů, jako byl André Kertész, který měl také velký vliv na Cartier-Bressona. “

## Fotograf
Jones využil cestování baletní společnosti k rozsáhlému fotografování v ulicích Tokia, Hongkongu a Gorbals v Glasgow v roce 1961. Když toho roku jel s tanečníky z Newcastlu do Sunderlandu, uviděl severně od Birminghamu hledače uhlí na haldách. V roce 1962 poté, co změnil svou kariéru, aby se stal fotografem pro The Observer, se vrátil, aby vytvořil sérii fotografií zaznamenávajících mizející průmyslové chudé a hornické komunity na severovýchodě Anglie, později publikoval esej v knížce Grafters. V časopisu The Observer pracoval po boku fotografů Philipa Jonese Griffithse a Dona McCullina. Několik let pracoval na Fleet Street, než se stal nezávislým profesionálem. Zadané úkoly ho zavedly do New Yorku v roce 1962; Doky v Liverpoolu v roce 1963; rasové nepokoje v Birminghamu v Alabamě v USA, kde v roce 1963 vytvořil portréty jak „Bulla“ Connora, tak doktora Martina Luthera Kinga; Leningrad, SSSR v roce 1964. V roce 1966 fotografoval britskou rockovou kapelu The Who na začátku jejich kariéry, hudebníka Peta Townshenda a poté v roce 1967 Micka Jaggera. V roce 1969 odcestoval na Filipíny, kde fotografoval obchod se sexem. Ztvárnil významné tanečníky, včetně Rudolfa Nurejeva pro několik publikací.

## The Black House (Černý dům)
V roce 1973 byl Jones pověřen časopisem Sunday Times, aby zdokumentoval projekt bydlení Harambee pro afro -karibskou mládež na Islingtonu (název „Harambee“ ve svahilštině znamená „tažení za jeden provaz“). Titulní článek Sunday Times „Na okraji ghetta“ vyplynul z jeho častých návštěv zchátralého řadového domu na Holloway Road, útočiště pro problémové mladé černochy, které řídil charismatický karibský migrant, bratr Herman Edwards. Policie často navštěvovaný projekt dráždil sousedy, kteří si stěžovali na hluk a přeplněnost. Jones získal důvěru mladých lidí, které fotografoval, z nichž mnozí přijali své ztvárnění v médiích jako ikonu delikventů, čímž posílili svůj status vyvrhelů. Budova byla pojmenována The Black House jak obyvateli, tak redakcemi novin v senzačních titulcích a pokoušela se ji spojit s pověstí notoricky známé původní komunity 'Black House', která se také nachází na míle daleko na Holloway Road , kterou provozoval Michael de Freitas a která skončila na podzim roku 1970 a později za podezřelých okolností shořela. Tato první generace afro-karibských mladých lidí, kteří se narodili v Británii, zažila předsudky a znevýhodnění ve vzdělávání, zaměstnání a v oblasti práva a Jones humanizoval to, co bylo jednostranným příběhem. S podporou grantů Gulbenkianovy nadace a Rady Jones pokračoval ve fotografování projektu až do roku 1976, kdy se projekt bydlení rozpustil.

## Uznání
Jonesova práce byla publikována ve velkých publikacích, včetně Life, National Geographic , Geo a Nova a také v mnoha přílohách pro hlavní velkoplošné noviny, zejména The Sunday Times, kteří dabovali Jonesova „George Orwella britské fotografie“. Ve své pozdější kariéře fotografoval projekty po celém světě, včetně Jamajky v roce 1978; domorodce Nových Hebrid a Zairu v roce 1980; Tom Waits v New Yorku, 1981; Ostrovy San Blas v roce 1982; Irsko v roce 1984; Xian, Čína v roce 1985; Ladakh v severní Indii 1994 a Bunker Hill, Kansas v roce 1996.
Jeho dílu byly věnovány samostatné výstavy : Černý dům: Colin Jones v The Photographers 'Gallery v Londýně, 4. května – 4. června 1977 a také v dalších galeriích (viz odstavec výstavy níže). Young Meteors Martina Harrisona spojili Jonese s dalšími významnými britskými fotografy včetně Dona McCullina a Terence Donovana. V roce 2013 Victoria and Albert Museum získalo tři Jonesovy historické fotografie ze série The Black House, spolu s fotografií Dennise Morrise zobrazující původní Černý dům spojený s Michaelem X, oba získané v rámci Staying Power, pětiletého partnerství mezi V&A a Black Cultural Archives, zachovávající černé britské zkušenosti od 50. do 90. let 20. století prostřednictvím fotografií a orálních historií. Jeho dílo zakoupila také Rada umění.

## Výstavy

### Samostatné výstavy
- The Black House: Colin Jones, The Photographers' Gallery, Londýn, 1977[25][26]
- The Black House – Colin Jones, Michael Hoppen Gallery, Londýn, 2007
- Fifty Years of The Who by Colin Jones, Proud Camden, 2014[27]
- A Life with The Royal Ballet by Colin Jones, Proud Chelsea, 2015[27][28]
- Retrospective – Colin Jones, Michael Hoppen Gallery, Londýn, 2016[29]
- The Who: Colin Jones, Aperture Leica, Londýn, 2019/20

### Skupinové výstavy
- Country Matters, James Hyman Gallery, Londýn, 2013. Fotografie autorů: Jones, Bert Hardy, Roger Mayne, Tony Ray-Jones, Homer Sykes, Chris Killip, Sirkka-Liisa Konttinen, Martin Parr, Mark Power, Anna Fox a Ken Grant.[22][30]
- Jerusalem, Michael Hoppen Gallery, Londýn, 2011. Fotografie autorů: Jones, John Davies, Charles Jones.[31]
- Stars of the East – Peter Blake, Colin Jones, Frank Worth, Britart Gallery, Londýn, 2002[32]

## Publikace

### Jonesovy publikace
- Grafters. Phaidon, 2002. ISBN 978-0-7148-4253-0.

### Publikace s ostatními
- Great Rivers of the World. Londýn: Hodder &amp; Stoughton, 1984. ISBN 978-0008383381. Editor: Alexander Frater fotografie: Jones.
- The Black House. Mnichov; Londýn: Prestel, 2006. ISBN 978-3791336718 Fotografie: Jones, text: Mike Phillips.